# Lê Văn Việt (thẩm phán)
Lê Văn Việt (sinh năm 1961) là thẩm phán cao cấp người Việt Nam. Ông hiện giữ chức vụ Chánh án Toàn án nhân dân tỉnh Trà Vinh.

## Tiểu sử
Lê Văn Việt sinh ngày 18 tháng 11 năm 1961, quê quán tại xã Trung Hiệp, huyện Vũng Liêm, tỉnh Vĩnh Long, người dân tộc Kinh.
Lê Văn Việt có bằng cử nhân luật.
Từ năm 2013 đến 2018, Lê Văn Việt là Chánh án Tòa án nhân dân tỉnh Trà Vinh.
Ngày 17 tháng 4 năm 2018, Lê Văn Việt được Chủ tịch nước Việt Nam Trần Đại Quang bổ nhiệm chức danh Thẩm phán cao cấp.